# Конрад I фон Тенген
Конрад I фон Тенген (на немски: Konrad I von Tengen; † 1269/22 май 1277) е благородник от благородническата фамилия на господарите на Тенген в Хегау в Баден-Вюртемберг, Германия.

## Произход
Той е син на фогт Хайнрих I фон Тенген († сл. 1237). Внук е на Рудолф фон Тенген и потомък на Геролф фон Тенген († сл. 1080). Брат е на Хайнрих II фон Тенген († 1249/1251).
Замъкът Тенген е построен от фрайхерен (по-късните графове) фон Тенген ок. 1150 г. През средата на 13 век се основава и град Тенген. Графството се дели на „предно“ и „задно“ господство. Задното господство е продадено от господарите на Тенген през 1275 г. на господарите на Клингенберг и през 1305 г. отива на Хабсбургите. Родът основава и притежава град Еглизау в кантон Цюрих и остава до 1463 г. тяхна собственост.

## Фамилия
Конрад I фон Тенген се жени за Аделхайд († сл. 1264). Те имат шест деца:
- Хайнрих III фон Тенген († сл. 10 ноември 1294), рицар, женен за Удилхилд фон Шнабелбург († сл. 1274), дъщеря на фрайхер Улрих I фон Шнабелбург († сл. 18 март 1255) и Аделхайд фон Тирщайн († сл. 1253); няма деца
- Райнхард фон Тенген († сл. 1269)
- Конрад II фон Тенген († сл. 1318), рицар, господар на Еглизау, баща на:
  - Конрад III фон Тенген († между 15 ноември 1321 – 25 май 1322), господар на Еглизау
  - Хайнрих V фон Тенген († между 24 ноември 1350 – 1 март 1352), майор на Цюрих, господар на Еглизау
- Хайнрих фон Тенген (* пр. 1254)
- Конрад фон Тенген († сл. 1296)
- Хайлвиг фон Тенген († 26 април сл. 1254), омъжена за Еглолф V фон Хазли († 1275/27 януари 1282)